# Scaphula minuta
Scaphula minuta ist eine Muschel-Art aus der Familie der Archenmuscheln (Arcidae). Sie lebt im Süß- und Brackwasser.

## Merkmale
Das gleichklappige Gehäuse ist stark verlängert und im Umriss annähernd trapezoidal. Es ist sehr klein und stark bauchig (L: 4,5 mm, H: 2 mm, D: 2 mm). Die Wirbel sitzen deutlich vor der Mittellinie (ca. ein Viertel vom Vorderende entfernt). Vom Wirbel zieht sich ein deutlicher Kiel zum unteren, hinteren Ende. Er setzt das hintere Gehäusefeld deutlich vom restlichen Gehäusekörper ab. Das Ligament ist länglich und erstreckt sich vor und hinter den Wirbeln. Im Schloss sitzen die Zähne in zwei Gruppen, die durch einen zahnlosen, zentralen Bereich voneinander getrennt sind. Die Seitenzähne stehen sehr schief. Der vordere Schließmuskel ist deutlich kleiner als der hintere Schließmuskel.
Die Ornamentierung besteht im zentralen und vorderen Gehäusefeld aus randparallelen feinen Anwachsstreifen, die sich mit radialen Linien kreuzen. Das vom Kiel abgesetzte hintere Gehäusefeld weist kielartige Rippen auf, die sich mit schwachen Anwachsstreifen kreuzen. Die drei bis vier kielartigen Rippen springen am Gehäuserand zeltartig vor.

## Ähnliche Arten
Scaphula minuta unterscheidet sich von den anderen Arten der Gattung Scaphula durch die geringe Adultgröße und die kräftigen, kielartigen radialen Rippen im hinteren Gehäusefeld. Sie ist aber weniger bauchig als beispielsweise Scaphula deltae.

## Geographische Verbreitung und Lebensraum
Das Verbreitungsgebiet der Art ist bisher nur sehr unzureichend bekannt. Sie ist bisher in Thailand (Ostküste des thailändischen Anteils der Malaiischen Halbinsel) und Vietnam nachgewiesen.
Scaphula minuta kommt im Süß- und Brackwasser vor. Sie ist mit Byssusfäden an Steinen und Wasserpflanzen angeheftet.

## Taxonomie
Das Taxon wurde 1922 von Ekendranath Gosh aufgestellt. Es wird als gültiges Taxon anerkannt.

## Belege